# 富小路政直
富小路政直（とみのこうじ まさなお、寛政11年（1799年）1月21日 - 文久3年（1863年）4月28日）は、江戸時代後期の公卿。

## 官歴
- 文化5年（1808年）：従五位下
- 文化6年（1809年）：民部大輔
- 文化9年（1812年）：従五位上
- 文化13年（1816年）：正五位下
- 文政元年（1818年）：左衛門佐
- 文政3年（1820年）：従四位下
- 文政7年（1824年）：従四位上
- 文政11年（1828年）：正四位下
- 天保3年（1832年）：従三位
- 天保9年（1838年）：正三位
- 嘉永6年（1853年）：従二位
- 文久2年（1862年）：正二位

## 系譜
- 父：富小路貞随
- 子：富小路永忠